# Tlapacoya

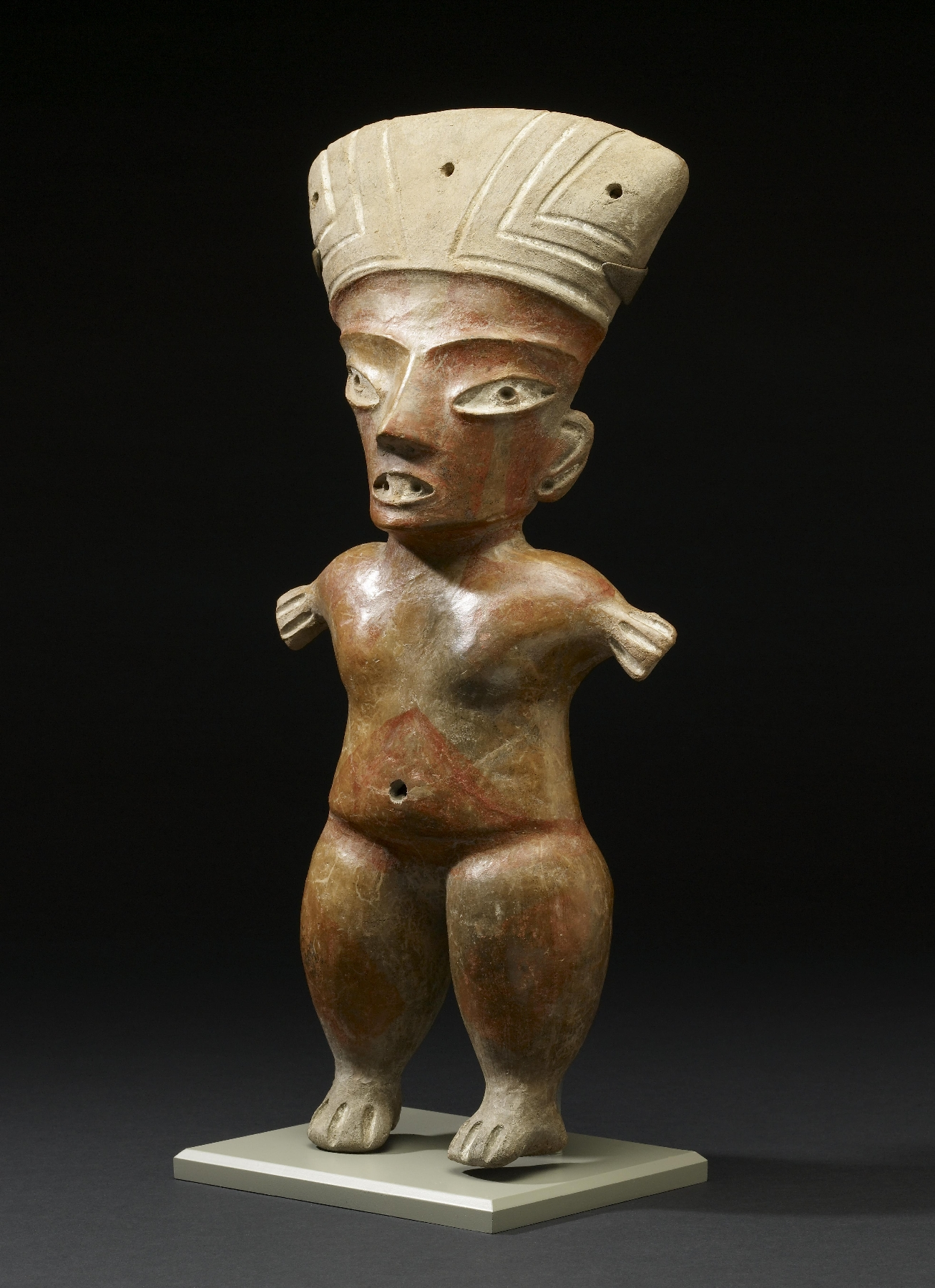
Figurka kultury Tlatilco

Tlapacoya – stanowisko archeologiczne położone nad dawnym brzegiem jeziora Chalco w Meksyku. W czasach prekolumbijskich było głównym ośrodkiem kultury Tlatilco słynącej z wyrobu wymyślnych ceramicznych figurek oraz naczyń.
Stanowisko znajduje się w południowej części Doliny Meksyku, na zboczach wygasłego wulkanu Tlapacoya, około 40 km na południowy wschód od stolicy Meksyku. Dawniej jego zbocza były brzegami ogromnego jeziora Lago de Chalco. Na jego plażach oraz w niewielkich pobliskich jaskiniach odkryto liczne tasaki, skrobaki i noże używane przez wczesnych myśliwych.
Na pierwsze ślady osady Tlapacoya natrafiono w 1967 roku podczas budowy autostrady z Meksyku do Puebla. Archeolodzy odkryli około 2500 kamiennych narzędzi, w tym starannie wykonane obsydianowe ostrza, których wiek oszacowano metodą radiowęglową i stratygraficzną na 23 000 lat. Okazało się tym samym, że są to najstarsze w Ameryce Środkowej ślady działalności człowieka. Jednakże wyniki oraz metody badań wzbudzają wśród naukowców duże kontrowersje. Prace przy budowie autostrady oraz nienależycie zabezpieczone znaleziska mogły bowiem wpłynąć na zafałszowanie wyników. Mniej wątpliwości budzi natomiast datowanie ludzkich szczątków, których wiek szacuje się na około 10 000 lat. Mogą być więc najstarszymi w Ameryce Środkowej i jednymi z najstarszych w obu Amerykach.
Innymi ważnymi znaleziskami są ceramiczne figurki kobiet powstałe między 1500 – 1300 lat p.n.e. Przypuszczalnie duży wpływ na ich ogólny wygląd oraz rysy twarzy mieli Olmekowie. Podobnie jak jest w przypadku białych, cylindrycznych naczyń z płaskim dnem, których powierzchnie często pokrywają abstrakcyjne motywy w oleckim stylu i rysunki człowieka-jaguara. Ich wykonanie przypisuje się kulturze Tlatilco, a czas powstania szacuje się na 1200 – 900 lat p.n.e.
Wykopaliska pozwoliły także ustalić chronologię kształtowania się osady. W fazie pierwszej zwanej Nevada (1650–1450 p.n.e.) mieszkańcy Tlapacoya posiadali już wysoko rozwinięte rolnictwo, którego podstawy zaczęli rozwijać blisko tysiąc lat wcześniej. W fazie Ayotla (1450–1150 p.n.e.) zaczął dominować w miejscowej sztuce „styl olmecki”. Pojawiły się wówczas ceramiczne figurki kobiet oraz gładkie, cylindryczne naczynia. W fazie Manantial (1150–900 p.n.e.) nastąpił znaczny rozwój i rozrost osady, która zajęła powierzchnię blisko 70 ha.